# Ahmed Khan
Ahmed Khan (Faisalabad, 1 november 1912 - 13 maart 1967) was een Indiaas hockeyer. 
Khan won met de Indiase ploeg de olympische gouden medaille in 1936. Khan kwam alleen in actie in de groepswedstrijd tegen de Verenigde Staten.

## Resultaten
- 1936  Olympische Zomerspelen in Berlijn